# Sun Daze
«Sun Daze» — песня американской кантри-группы Florida Georgia Line. Она была выпущена 16 сентября 2014 года лейблом Republic Nashville в качестве второго сингла из второго студийного альбома Anything Goes, который был выпущен 14 октября 2014 года. Песню написали Тайлер Хаббард, Брайан Келли, Кэри Барлоу, Джесси Фрейзер и Сара Бакстон, а спродюсировал Joey Moi.
Сингл занял первое место в чарте Billboard Country Airplay и 3-е место в чарте Hot Country Songs. Песня получила платиновый сертификат от Американской ассоциации звукозаписывающей индустрии (RIAA).

## История
Тематически песня рассказывает о человеке, который планирует принять участие в различных развлекательных мероприятиях, включая питейную игру в подкидной стаканчик (Flip cup), сексуальный контакт и интоксикацию каннабисом. Country Weekly описывает песню как «с примесью регги» и говорит, что «хотя в ней сохраняется атмосфера вечеринки, характерная для многих работ FGL, свободное, приглушённое производство является некоторым отступлением для дуэта». Участники группы рассказали журналу, что «она все так же задорна, в ней все так же крутая гитарная линия, все так же свистят свистки, и все так же круто. Вы не можете не покачать головой под эту песню. Это простая песня, чувак. Мы просто стараемся быть очень прозрачными в том, как мы пишем и как мы живём. Нет ничего лучше, чем просто расслабиться… чем бы ни был „Sun Daze“ для этого человека — остаться дома, сделать выпивку, поиграть в баскетбол, что бы это ни было».
В статье для The Washington Post Эмили Яр привела в пример присутствие термина «переспать» и лирику с двойным смыслом «Я усажу тебя на кухонную раковину / Засуну розовый зонтик в твой напиток» в качестве примеров все более заметного сексуального содержания в кантри-музыке в 2010-х годах.

## Отзывы
Песня получила от смешанных до негативных отзывов от нескольких критиков. Ханна Смит из Vinyl Mag пишет: «Эта песня невероятно запоминающаяся в худшем смысле этого слова. Нет ничего плохого в песнях для вечеринок, но наступает момент, когда артисту нужно оценить, в каком направлении движется его карьера. Никто не хочет слышать, как люди среднего возраста поют о том, как они занимаются сексом и обкуриваются, что в этой песне неоднократно и происходит». Джен Свирски из Country Music Chat дала песне более положительную рецензию, написав: «Любите вы её или ненавидите, „Sun Daze“ остроумна. Возможно, остроумно на темы, которые все ещё слишком либеральны для кантри-музыки, но, тем не менее, остроумно». Рецензент Country Weekly Тэмми Рагуза была более сдержанной, похвалив регги-влияние инструментария и раскритиковав лирическое содержание. Она сказала, что «их постоянные попытки зарекомендовать себя как плохих парней, беспричинно вставляя откровенные ссылки на „перепихнуться“ и „обкуриться“, начинают звучать все более карикатурно». Она также написала, что «такие вещи продаются и привлекают внимание слушателей, и „Sun Daze“ будет хорошо продаваться для FGL», в итоге оценив песню на «C+».

## Коммерческий успех
Сингл стал коммерчески успешным для дуэта, заняв 3-е место в чарте Billboard Hot Country Songs и 1-е место в чарте Country Airplay. Песня была сертифицирована RIAA как золотая 29 января 2015 года и как платиновая 15 сентября 2015 года. По состоянию на апрель 2015 года сингл был продан тиражом 618 000 копий в США.

## Музыкальное видео
Премьера клипа, снятого режиссёром Марком Класфельдом, состоялась в октябре 2014 года. В клипе показаны кадры с Ночи чемпионов WWE 2014 года — мероприятия, на котором Florida Georgia Line выступала в качестве приглашённого комментатора и в качестве средства кросс-промоушена.

## Чарты

### Еженедельные чарты
| Чарт (2014—2015)                    | Высшая позиция |
| ----------------------------------- | -------------- |
| Канада (Billboard Canadian Hot 100) | 41             |
| Канада (Billboard Country)          | 2              |
| США (Billboard Hot 100)             | 44             |
| США (Billboard Hot Country Songs)   | 3              |
| США (Billboard Country Airplay)     | 1              |

### Годовые итоговые чарты
| Чарт (2014)                       | Позиция |
| --------------------------------- | ------- |
| США Hot Country Songs (Billboard) | 93      |

| Чарт (2015)                       | Позиция |
| --------------------------------- | ------- |
| США Country Airplay (Billboard)   | 35      |
| США Hot Country Songs (Billboard) | 35      |

## Сертификации
| Регион     | Сертификация | Продажи |
| ---------- | ------------ | ------- |
| США (RIAA) | Платиновый   | 618,000 |